# Величко, Александр Иванович (легкоатлет)
Алекса́ндр Ива́нович Вели́чко (род. 27 апреля 1952) — советский украинский легкоатлет, специалист по стипльчезу. Выступал на всесоюзном уровне в 1970-х и 1980-х годах, чемпион СССР, победитель и призёр первенств всесоюзного значения, участник ряда крупных международных стартов. Представлял Ужгород и Львов, спортивное общество «Буревестник» и Вооружённые силы.

## Биография
Александр Величко родился 27 апреля 1952 года. Занимался лёгкой атлетикой в Ужгороде и Львове, выступал за добровольное спортивное общество «Буревестник» и Вооружённые силы.
Впервые заявил о себе на всесоюзном уровне в сезоне 1973 года, когда в беге на 3000 метров с препятствиями выступил на соревнованиях в Москве.
В 1974 году в стипльчезе выиграл серебряную медаль на всесоюзном старте в Москве.
В 1975 году в той же дисциплине одержал победу на международном старте в Будапеште, стал бронзовым призёром на чемпионате страны в рамках VI летней Спартакиады народов СССР в Москве, финишировал пятым на Кубке Европы в Ницце.
В 1976 году был вторым на всесоюзных соревнованиях в Сочи и в матчевой встрече со сборной Великобритании в Киеве, занял четвёртое место на чемпионате СССР в Киеве, с личным рекордом 8:24.0 получил серебро на всесоюзном старте в Подольске и на международных соревнованиях в Коломбе.
На чемпионате СССР 1977 года в Москве закрыл в стипльчезе десятку сильнейших.
В 1978 году взял бронзу на зимнем чемпионате СССР в Москве и на всесоюзных соревнованиях в Подольске.
В 1979 году превзошёл всех соперников на всесоюзном старте в Сочи, выиграл бронзовые медали на чемпионате страны в рамках VII летней Спартакиады народов СССР в Москве и на соревнованиях в Подольске.
В 1980 году в беге на 2000 метров с препятствиями победил на зимнем чемпионате СССР в Москве, установив при этом рекорд страны в данной дисциплине — 5.25,8. Также в этом сезоне стал бронзовым призёром в беге на 3000 метров с препятствиями на Мемориале братьев Знаменских в Москве.
В 1981 году был лучшим на чемпионате СССР в Москве, получил серебро на соревнованиях в Киеве.
В 1982 году стал третьим на зимнем чемпионате СССР в Москве, победил на летнем чемпионате СССР в Киеве.
В 1983 году принимал участие в VIII летней Спартакиаде народов СССР в Москве, где в финале стипльчеза показал пятый результат.